# 5154 Leonov
Az 5154 Leonov (ideiglenes jelöléssel 1969 TL1) a Naprendszer kisbolygóövében található aszteroida. Ljudmila Ivanovna Csernih fedezte fel 1969. október 8-án.